# Jane Hawking
Jane Hawking, de domo Wilde (ur. 29 marca 1944 w Anglii) – brytyjska lingwistka i pisarka, pierwsza żona Stephena Hawkinga.
Na podstawie jej wspomnień Podróż ku nieskończoności. Moje życie ze Stephenem z 2007 powstał, wielokrotnie nagradzany film biograficzny – Teoria wszystkiego (2014).

## Życiorys
Urodziła się 29 marca 1944 w Anglii jako Jane Beryl Wilde. Dzieciństwo spędziła w Saint Albans. Studiowała językoznawstwo w Westfield College Uniwersytetu Londyńskiego. Uzyskała stopień doktora, specjalizuje się w hiszpańskiej poezji średniowiecznej.
W 1965 wyszła za mąż za Stephena Hawkinga, astrofizyka, kosmologa i fizyka teoretycznego, cierpiącego na stwardnienie zanikowe boczne. Poznali się w Cambridge. Przez okres ich małżeństwa opiekowała się poruszającym się na wózku inwalidzkim mężem. Mieli troje dzieci: Roberta, Lucy i Timothy’ego. Przez kilka lat mieszkali w Stanach Zjednoczonych. W 1990 ogłosili separację, a rozwiedli się w 1995. W 1997 Jane poślubiła Jonathana Jonesa.
Napisała dwie książki autobiograficzne Music to Move the Stars: A Life with Stephen Hawking oraz Travelling to Infinity: My Life with Stephen, wydaną po polsku jako Podróż ku nieskończoności. Moje życie ze Stephenem (Świat Książki, 2013). W 2014, na podstawie tej drugiej, powstał film Teoria wszystkiego, w reżyserii Jamesa Marsha, w którym w role małżeństwa Hawkingów wcielili się Eddie Redmayne i Felicity Jones. Produkcja otrzymała liczne nagrody, w tym nagrodę BAFTA za najlepszy film, Oscara, Złote Globy oraz wiele nominacji. W filmie Hawking, z Benedictem Cumberbatchem, w rolę Jane wcieliła się Lisa Dillon. W 2013 wystąpiła w filmie dokumentalnym Hawking.

## Książki
- Jane Hawking: At Home in France: A Guide to Buying and Renovating Property in France. Allegretto, 1994, s. 263. ISBN 0-9523080-0-2.
- Jane Hawking: Travelling to Infinity: My Life with Stephen. Alma Books, 2008, s. 488. ISBN 1-84688-065-3.
- Jane Hawking: Music to Move the Stars: A Life with Stephen. Pan, 2000, s. 612. ISBN 0-330-39247-6.
- Jane Hawking: Silent Music. Bloomsbury USA, 2017, s. 300. ISBN 1-84688-412-8.
- Jane Hawking: Cry to Dream Again The Immortal Souls Series. Alma Books, 2018, s. 480. ISBN 1-84688-437-3.